# Bhatpara

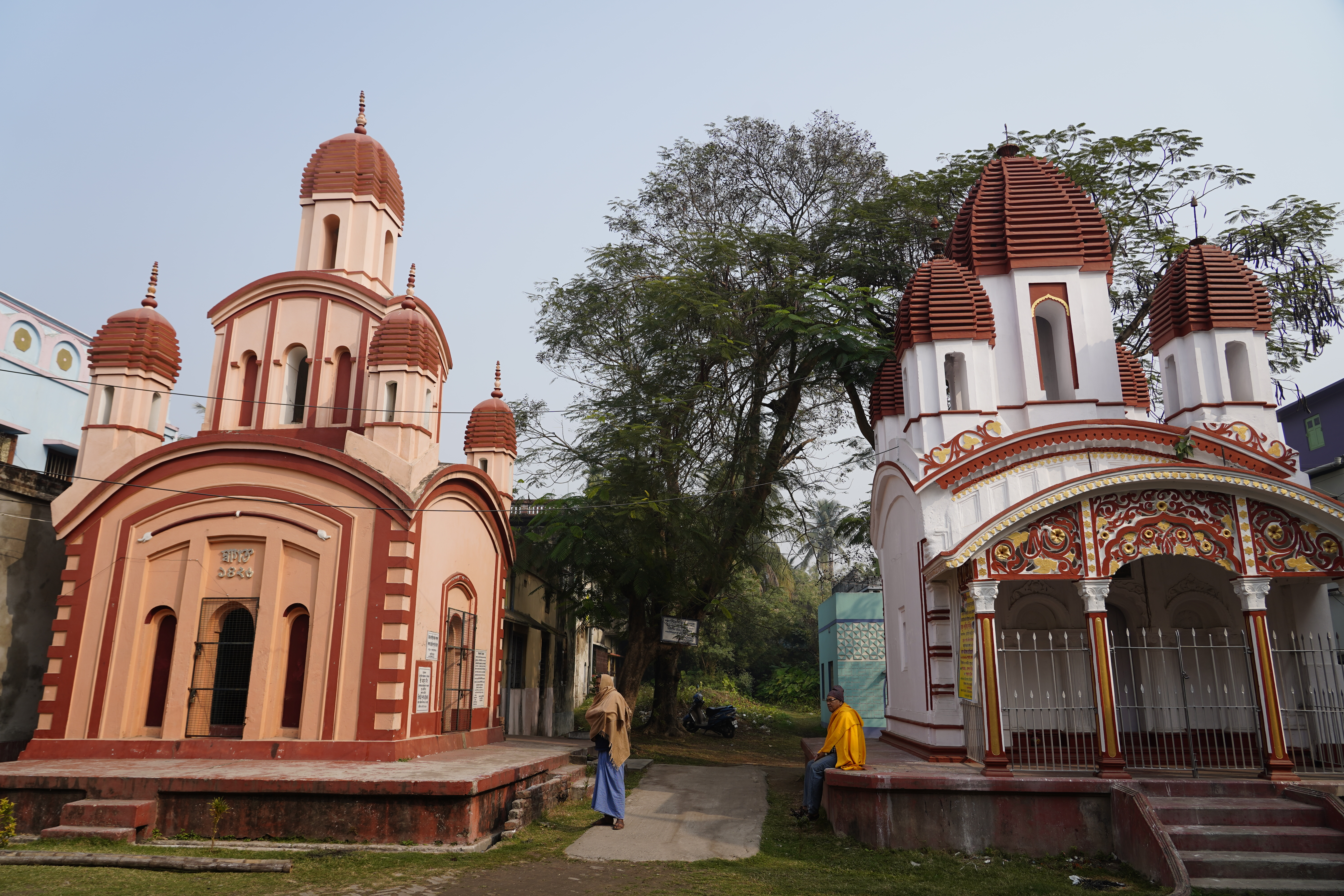
Bhatpara.

Bhatpara est une ville d'Inde du district de North 24 Parganas dans l'état indien du Bengale-Occidental. Elle fait partie de la zone couverte par le Kolkata Metropolitan Development Authority.

## Présentation
Bhatpara est située au bord de la rivière Hooghly. Elle est connue pour ses traditions riches dans le domaine de l'apprentissage du Sanskrit. Le nom de Bhatpara a pour origine l'ancien nom Bhatta-Palli. C'est l'une des plus anciennes municipalités du Bengale-Occidental. Elle a été nommée municipalité en 1899, quand elle a été séparée de la municipalité de Naihati. Lors de l'époque coloniale britannique et après, elle est devenue un important centre industriel en raison de sa forte densité d'usines de transformation de jute.

## Géographie
Bhatpara se situe aux coordonnées 22° 52′ 00″ N, 88° 25′ 01″ E. Elle a une altitude moyenne de 12 mètres. La ville principale se trouve entre la rivière Hooghly et la voie de chemin de fer reliant Sealdah et Krishnanagar à l'ouest.
Bhatpara est délimitée par Naihati et Dogachhia au nord, Panpur, Rambati, Mukundapur, Abhirampur, Keutia, Bidydharpur, Rahuta, Basudevpur et Gurdaha à l'est, Kaugachhi, Garshyamnagar et Garulia au sud et la rivière Hooghly à l'ouest.

## Climat
Bhatpara a un été chaud et humide et un hiver sec, typique du Bengale-Occidental. La saison des pluies commence à mi-juillet et se termine vers la mi-octobre ou fin du mois. La température moyenne durant l'été peut dépasser les 38 °C et en hiver, elle peut descendre en dessous de 10 °C. En été, l'humidité est souvent au-dessus de 90 % et est la raison principale de l'inconfort.

## Démographie

### Population
Au recensement de 2011, Bhatpara (la ville principale et ses alentours) a une population totale de 386 019 habitants, avec 204 539 homme (53 %) et 181 480 femmes (47 %). Elle est la troisième ville la plus peuplée de l'état du Bengale-Occidental. Le recensement indique également le taux d’illettrisme. Dans la ville, 84,78% de la population sait lire (88,79 % des hommes et 80,24 % des femmes). Seule 31,30 % de la population est active (a un travail).
Au recensement de 2001, la population était de 442 385 habitants. En 10 ans, la ville a perdu 12,74 % de sa population.

### Migrants
La fabrication de toile de jute attire une importante main-d’œuvre des états voisins de Bihar et Odisha, ainsi que de l'est de Uttar Pradesh, formant souvent une écrasante majorité de la population de la région, vivant dans des taudis et des bidonvilles. En 2011, les habitants des bidonvilles représentaient 19,40% de la population totale.

## Économie
L'industrie principale de la ville concerne la transformation de la jute mais aussi la fabrication de pneus et de batteries.
La population étant 100 % urbaine, l'agriculture y est presque inexistante.

## Transports et communications
Bhatpara s'étend sur 34,69 km2. Elle est desservie par 60 km de routes et est traversée par l'autoroute n°1 (State Highway 1).
Elle est également desservie par trois gares ferroviaires situées sur la ligne Sealdah-Ranaghat : la gare de Shyamnagar, la gare de Jagaddal et la gare de Kankinara. La ville est à environ une heure de train de la capitale de l'état, Kolkata.
Un service de bateaux permet de relier les deux rives de la rivière et de rejoindre Chinsura et Chandannagar.

## Patrimoine
Plusieurs ghats sont visibles : le ghat Balaram Sarkar et le ghat Rupdas Babur qui est le plus ancien.
Des temples dédiés à Hanumān et Kali. Le Panchmandir est un complexe de cinq temples construit il y a près de 400 ans.
Plusieurs mosquées anciennes sont également présentes.